# Jean Boyvin
Pour les articles homonymes, voir Boyvin.
Jean Boyvin, né le 5 août 1575, à Dole (actuel département du Jura), et mort dans la même ville le 13 septembre 1650, est un juriste, écrivain et un polymathe comtois. Il est connu pour avoir incarné l'âme de la résistance de la capitale comtoise, assiégée par les troupes françaises, en 1636. Il est de même, un personnage politique majeur du gouvernement comtois pendant la guerre de Dix Ans.

## Biographie

### Les premières années
Jean Boyvin naît le 5 août 1575, à Dole, alors capitale du comté de Bourgogne, placée depuis 1477 sous la domination des Habsbourg d'Autriche, puis d'Espagne.
Il est le fils de Jean Boyvin (v.1520-1590), procureur au parlement de Dole (1550-1590) et tabellion général (1579-1590), et de Véronique Fabri, fille de Pierre Fabri, pisan, professeur de droit à l'université de Dole (1490), lieutenant général au bailliage (1505), et conseiller laïc au parlement de Dole.
Il a une sœur, Huguette Boyvin, née en 1585 épouse de l'avocat au parlement Bernard Vagnaud. Leur fille Jeanne-Louise Vagnaud (1626-1678) épousa le 14 juin 1647 le Noble du Saint-Empire Etienne Bonnot (1623-1686).
Après avoir fait ses humanités au collège des Jésuites de l'Arc, au sein duquel Jean Boyvin s'initie aux mathématiques, à la grammaire, à l'histoire et aux langues latine et grec, il entre à l'université de Dole, où il poursuit l'étude des disciplines précédentes et s'initie, au droit, à la théologie et à la médecine. Il en sort diplômé d'un doctorat en droit, en 1600.

### Le parlementaire
En 1609, Jean Boyvin entre au parlement de Dole comme avocat général. Il exerce cette fonction jusqu'en 1617, où il est nommé conseiller laïc.
En 1629, il reçoit des patentes de conseiller d'État au conseil de Flandre et de Bourgogne, mais cette nomination demeure sans effet.
En 1639, Jean Boyvin est nommé président du parlement de Dole, par le roi Philippe IV d'Espagne.

### L'architecte
Instruit des grands traités d'architecture classique (Vitruve, etc.), et désireux de redonner à sa ville natale, jadis meurtrie par la guerre, une allure architecturale digne de son rayonnement d'alors, Jean Boyvin se lance, parallèlement à sa carrière parlementaire, dans la réalisation des plans des grands projets de construction faits tant par le conseil de ville, que par les notables dolois.
Aussi est-il sollicité pour réaliser ceux de la façade de l'église du collège de l'Arc, de l'ancien hôtel de ville, de l'hôpital, de la Sainte-Chapelle de la collégiale Notre-Dame, des hôtels particuliers du président des Comptes, du parlementaire Philibert Froissard, une cinquantaine d'autres maisons plus modestes, ainsi que ceux de la consolidation des remparts de la ville.

### L'homme de lettres
Homme de la Renaissance, curieux de tout, Jean Boyvin s'essaye à l'écriture de plusieurs ouvrages d'histoire, d'algèbre, de numismatique, tels que :
- Le siège de la ville de Dole, capitale de la Franche-Comté de Bourgongne et son heureuse délivrance (1637)[4]
- Traitté d'Algèbre, selon la méthode de Viète (1639)[5]
- Traitté des Monnoyes et de la pratique et fabrication d'icelles, pour l'instruction d'un général des monnoyes (1639)[6]
- un récit de la fête de la translation des hosties miraculeuses de Faverney (publication posthume).
- une abondante correspondance politique[5].

### Le citoyen

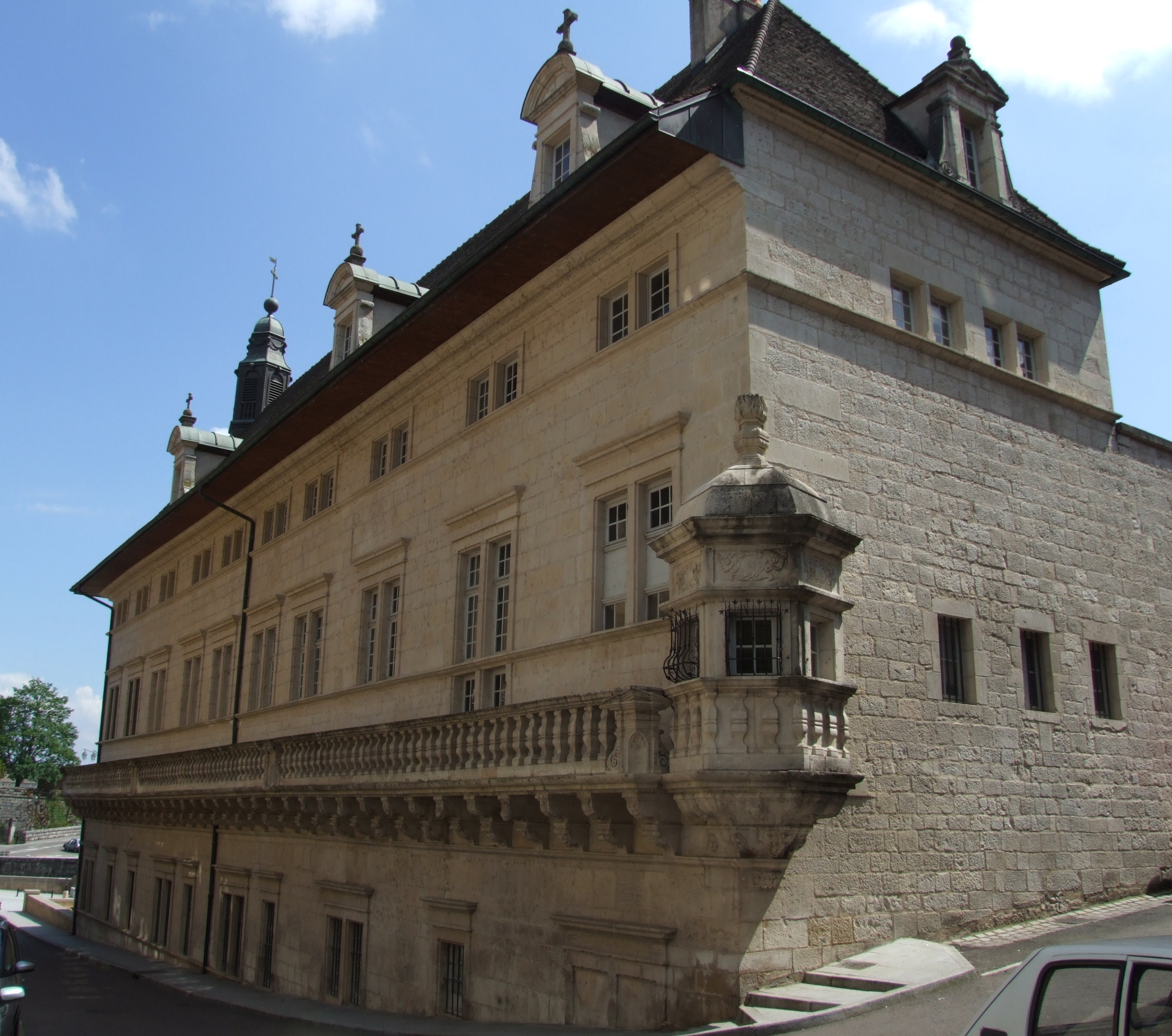
Hôtel-Dieu construit par Jean Boyvin.

Outre son implication dans la vie judiciaire et urbanistique de Dole, Jean Boyvin est également très investi dans les affaires administratives et culturelles de la ville. En effet, il siège au conseil de guerre, préside le conseil d'administration du nouvel hôpital (devenu hôtel-Dieu en 1678), et organise de nombreuses festivités, dont la plus marquante est de loin la fête de la translation des hosties miraculeuses de Faverney.
Enfin, il est aussi l'un des meneurs héroïques de la défense de Dole, organisée lors de son siège mis, en 1636, par les troupes du cardinal de Richelieu.

### Mort et postérité

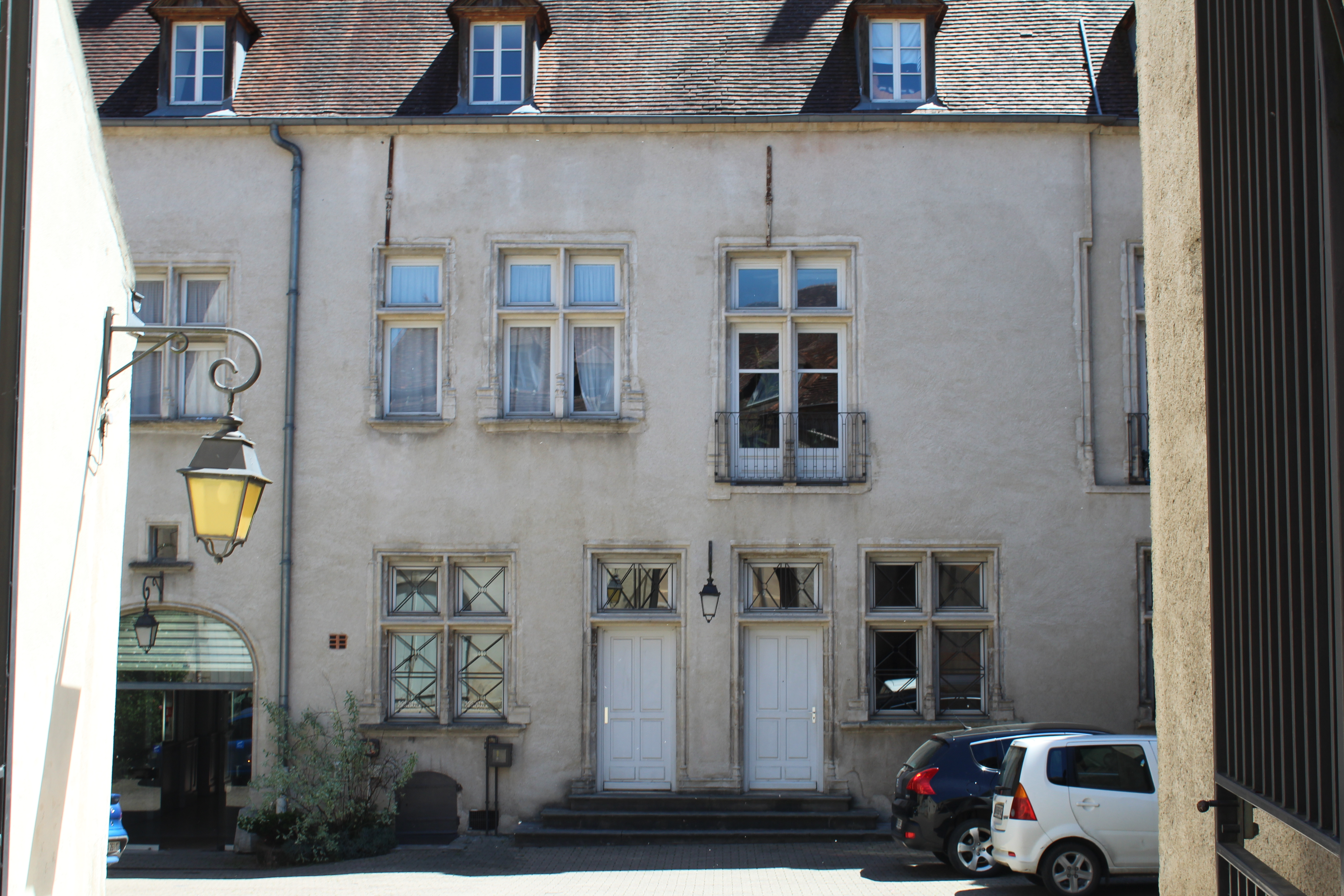
Hotel de Richardot, acquis par Jean Boyvin en 1626

Jean Boyvin meurt le 13 septembre 1650, à Dole. Il est inhumé dans la chapelle des Sept Douleurs du couvent des Cordeliers, avant que sa dépouille ne soit transférée dans la Sainte-Chapelle de la collégiale Notre-Dame, sous le mandat municipal du baron Bouvier.
Les Dolois entretiennent la mémoire du fervent défenseur et du bienfaiteur de la ville, et lui ont d'ailleurs dédié une place.

## La descendance
Vers 1605, Jean Boyvin épouse Jeanne-Sébastienne Camus, fille de Marin Camus, procureur postulant au parlement de Dole. De cette union naissent :
- Marin (1606-1670), docteur ès droit, chanoine, puis doyen de la collégiale de Dole en 1658 et protonotaire apostolique.
- Huguette
- Anne (1610-1636)
- Claude (1612-1674), docteur ès droit à 22 ans, avocat en 1638, vicomte mayeur de Dole en 1646, avocat général au Parlement en 1651 puis conseiller en 1655. Louis XIV le mit à la tête du Parlement rétabli en 1674. Sa fille unique épousa Hugues Garnier de Falletans.
- Bonaventure (1615-?)
- Françoise (1617-?)
- Jean (1619-?)
- Marguerite (1621-?)
- Louis Bernard (1621-?)
- Jean (1624-?)
- Anne
- Jeanne
- Jeanne Antoinette (1630-1636)

Sa descendance s'éteignit au cours du XVIIIe siècle.

## Titre et blason

Armoiries des Boyvin

La famille Boyvin fut anoblie en 1579 et appartenait à la noblesse dite de robe.

### Armoiries
Écu : Tranché en onde d'azur et d'argent, au croissant renversé d'argent sur azur, et au raison de pourpre feuillé de sinople sur argent
Timbre : Un bras droit vêtu tenant un raisin feuillé au blason de l'écu
Devise : Conscienta et fama

## Source
- CLERC Edouard, Jean Boyvin, président du parlement de Dole, sa vie, ses écrits, sa correspondance politique, publiée pour la première fois, Bintot, Besançon, 1856.